# Hans Boegehold
Hans Boegehold (Sprockhövel, 28 de julho de 1876 – Jena, 14 de maio de 1965) foi um matemático e óptico alemão.

## Biografia
Boegehold estudou matemática na Universidade de Jena e foi aluno ouvinte da última aula de Ernst Karl Abbe. Boegehold obteve um doutorado em 1898 com a tese Historisch-kritische Darstellung der Konstruktion der Fläche zweiter Ordnung aus neun Punkten, orientado por Carl Johannes Thomae.
Em 1908 foi assistente de Moritz von Rohr na Carl Zeiss.

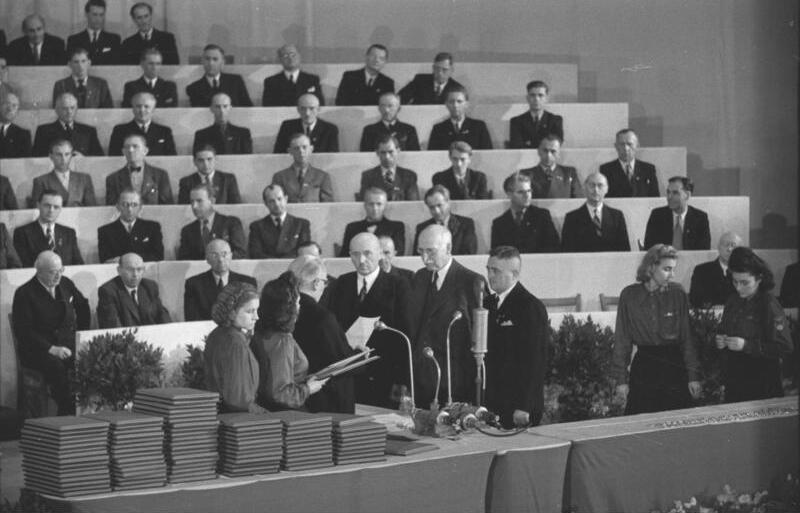
Preisverleihung 1950